# Gare de Lezoux
Gare de Lezoux vasútállomás Franciaországban, Lezoux településen.

## Vasútvonalak
Az állomást az alábbi vasútvonalak érintik:
- Clermont-Ferrand–Saint-Just-sur-Loire-vasútvonal

## Kapcsolódó állomások
A vasútállomáshoz az alábbi állomások vannak a legközelebb:
- Gare de Vertaizon
- Gare de Pont-de-Dore